# Guinefort

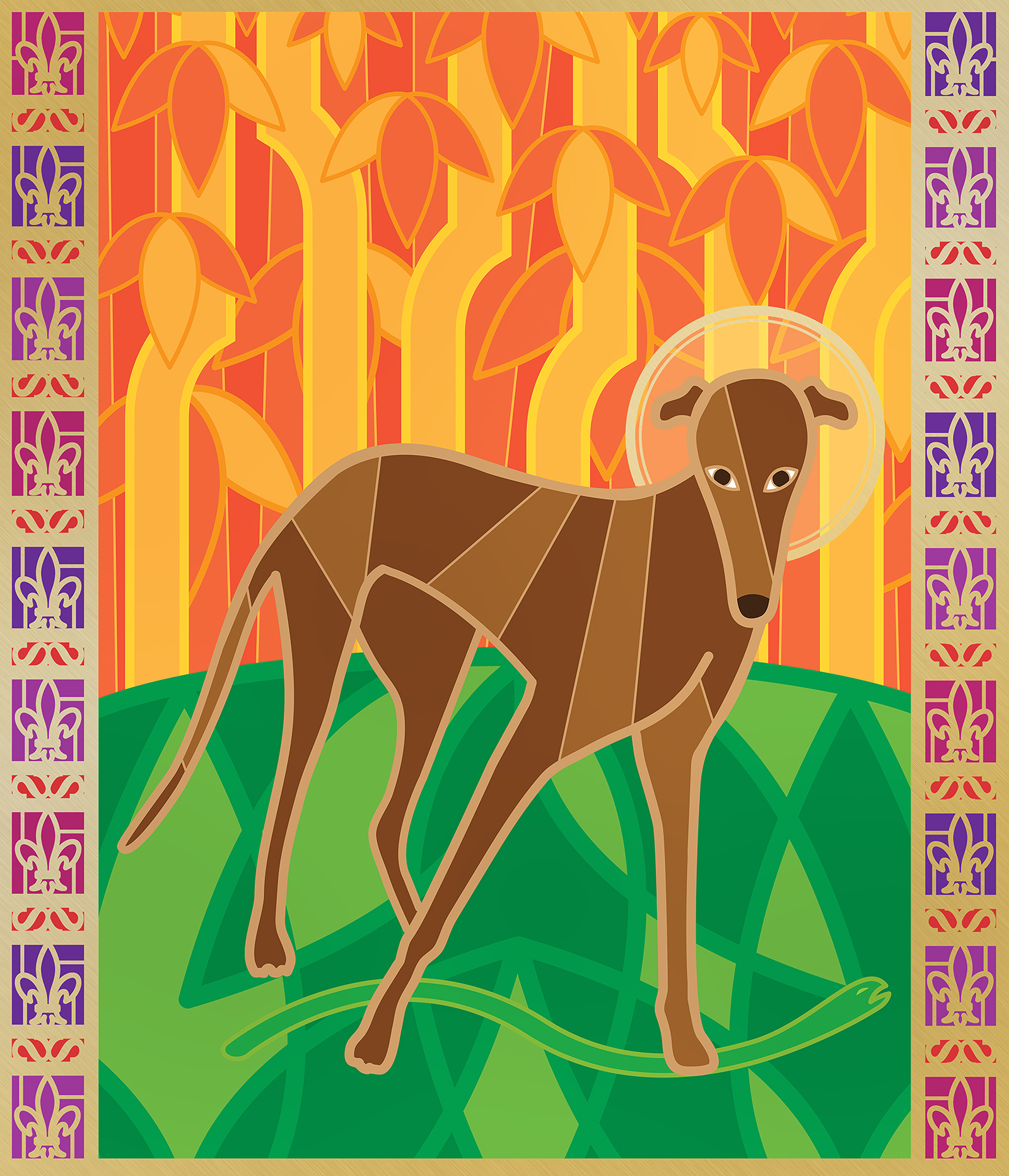
Moderne Illustration

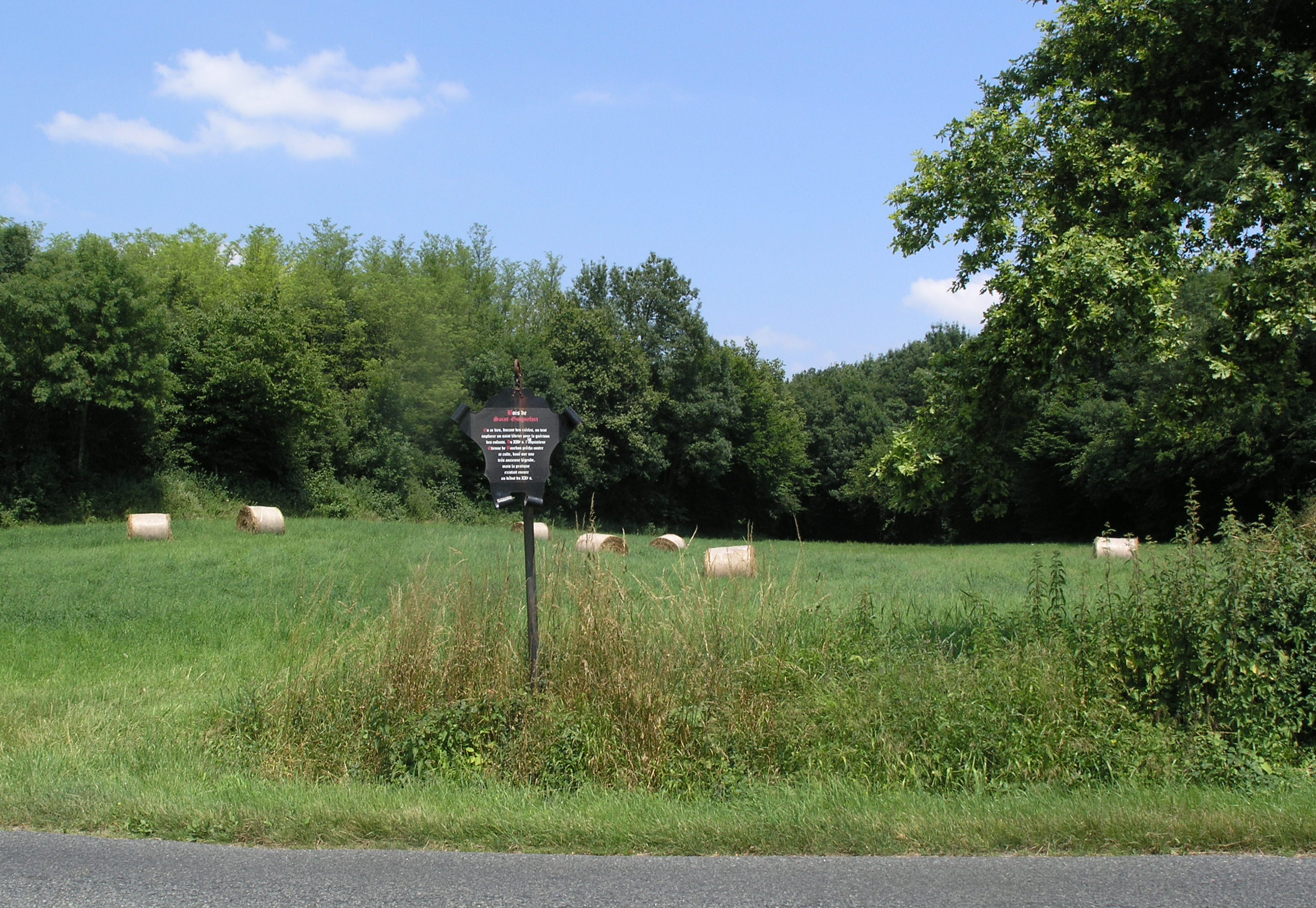
Hinweistafel vor dem Bois de Saint-Guignefort an der D7 bei Sandrans, Département Ain, Frankreich

Guinefort (auch Saint Guinefort oder Saint-Guignefort) war ein Hund, der ab dem 13. Jahrhundert in der Landschaft Dombes in Frankreich als Heiliger verehrt wurde, nachdem sich an seinem Grab Wunder ereignet haben sollen.
Der Sage nach gehörte der Windhund Guinefort einem Edelmann, der in der Nähe von Villars-les-Dombes nördlich von Lyon lebte. Als der Edelmann eines Tages gemeinsam mit seiner Frau und der Amme das Schloss verließ, ließ er seinen kleinen Sohn allein mit Guinefort zurück, der das Kind bewachen sollte. Bei der Rückkehr fand die Amme den Raum verwüstet vor: Die Wiege war umgestoßen, das Kind nirgends zu sehen und der Hund blutverschmiert. Die von den Schreien der Amme herbeigerufenen Eltern glaubten, dass Guinefort ihren Sohn zerfleischt habe; der Edelmann zog sein Schwert und tötete den Hund. Gleich darauf hörte er jedoch das Weinen eines Kindes und fand seinen Sohn unversehrt unter der Wiege liegend; neben ihm lag eine totgebissene Schlange.
Der Edelmann bereute seinen Fehler, warf Guinefort in einen Brunnen, deckte ihn mit Steinen zu und pflanzte zur Erinnerung an dieses Ereignis Bäume rund um die Grabstätte des Hundes. Später wurde das Schloss zerstört und die Gegend verfiel wieder in ihren Urzustand. Die Bevölkerung begann bald darauf von Wunderheilungen zu erzählen, die sich am Grab des Hundes ereignet haben sollen. Der Inquisitor Stephan von Bourbon berichtet im 13. Jahrhundert, wie kleine Kinder zum Grab gebracht wurden, um dadurch geheilt zu werden. Der Hund wurde lokal als Heiliger und Beschützer der Kinder verehrt. Die Katholische Kirche erkannte diese Heiligenverehrung nie an und versuchte mehrfach, sie zu unterbinden.

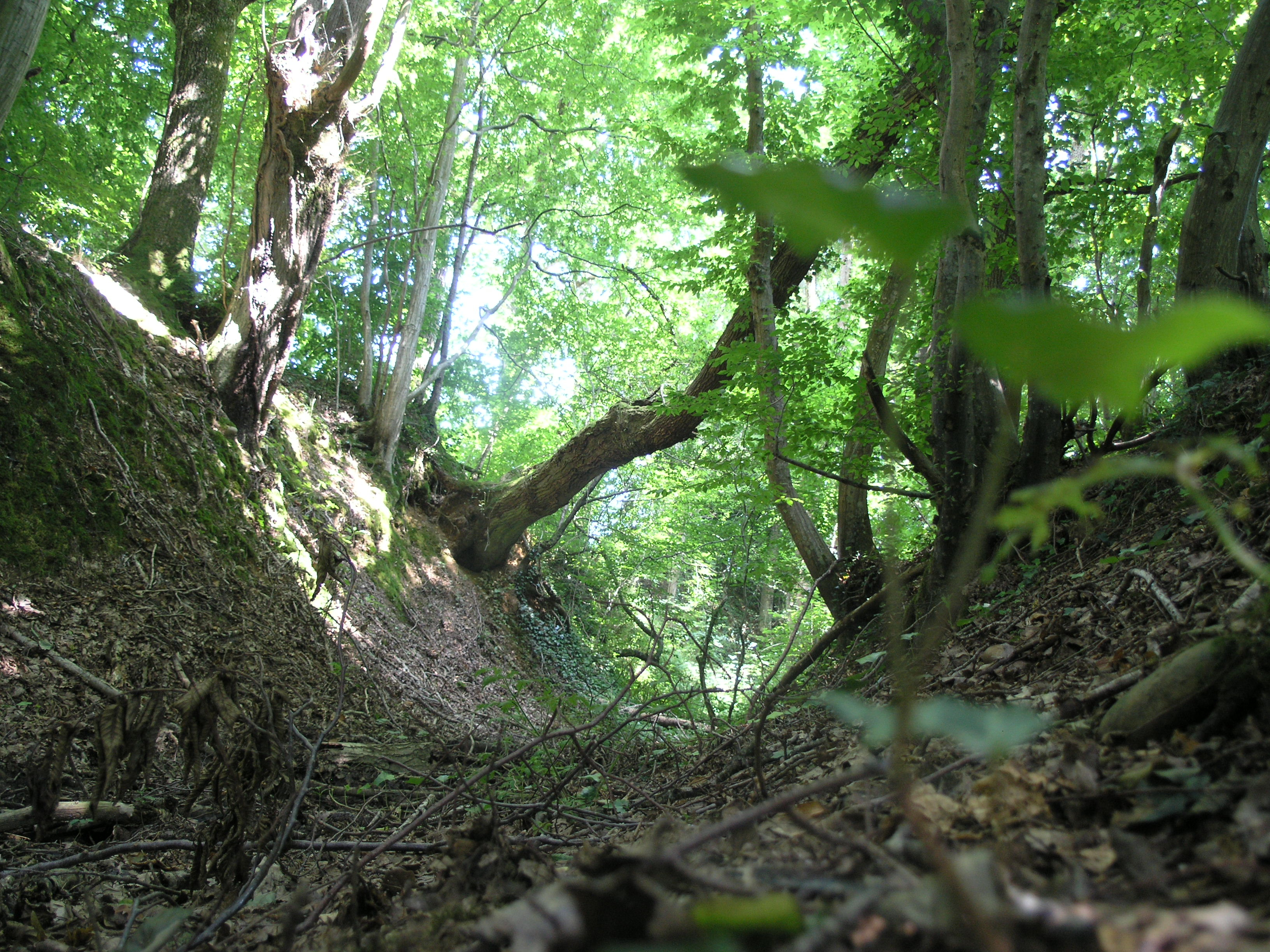
Im Bois de Saint-Guignefort

Der Wald des heiligen Guinefort (frankoprovenzalisch: Bois de Saint-Guignefort) befindet sich auf dem Gebiet der Gemeinde Sandrans, wenige Kilometer südlich von Châtillon-sur-Chalaronne (46° 5′ 57,8″ N, 4° 59′ 24″ O). Der französische Mediävist Jean-Claude Schmitt konnte in den 1970er Jahren anhand von Münzfunden und Interviews mit Bewohnern der Gegend nachweisen, dass der Kult an dieser Stelle bis in die Zeit nach dem Ersten Weltkrieg praktiziert wurde. Heute befindet sich an der D7 von Châtillon-sur-Chalaronne nach Marlieux vor dem Wald eine Hinweistafel mit folgender Inschrift:

« Bois de Saint-Guignefort
En ce lieu, durant des siècles, on vint implorer un saint lévrier pour la guérison des enfants. Au XIIIe s. l'inquisiteur Etienne de Bourbon prêcha contre ce culte, basé sur une très ancienne légende, mais la pratique existait encore au début du XXe s. »

„Wald von Saint-Guignefort
An diesem Ort flehte man während Jahrhunderten einen heiligen Windhund um Heilung der Kinder an. Im 13. Jh. predigte der Inquisitor Stephan von Bourbon gegen diesen auf einer sehr alten Legende basierenden Kult, aber die Praxis existierte noch zu Beginn des 20. Jh.“

Die Sage des treuen Hundes, der von seinem Herrn zu Unrecht getötet wird, ist ein sehr altes und weitverbreitetes Erzählmotiv. Ein Vorläufer ist möglicherweise die Erzählung Brahmane und treuer Mungo aus der indischen Dichtung Panchatantra. In der Sammlung Sieben weise Meister, die ab ca. 1200 in Europa nachweisbar ist, wird die Geschichte in einer Fassung erzählt, die weitgehend mit der Legende von Guinefort übereinstimmt und ihr wahrscheinlich die Grundlage lieferte. Im Aarne-Thompson-Index wird diese Erzählgruppe als Typ AaTh 178A geführt.
Vergleichbare Legenden existieren an mehreren Orten Europas. Zu erwähnen ist insbesondere die walisische Legende von Gelert, die dem Ort Beddgelert den Namen gegeben haben soll. Der dortige Hund war allerdings nie ein Objekt religiöser Verehrung.